# COSMO法

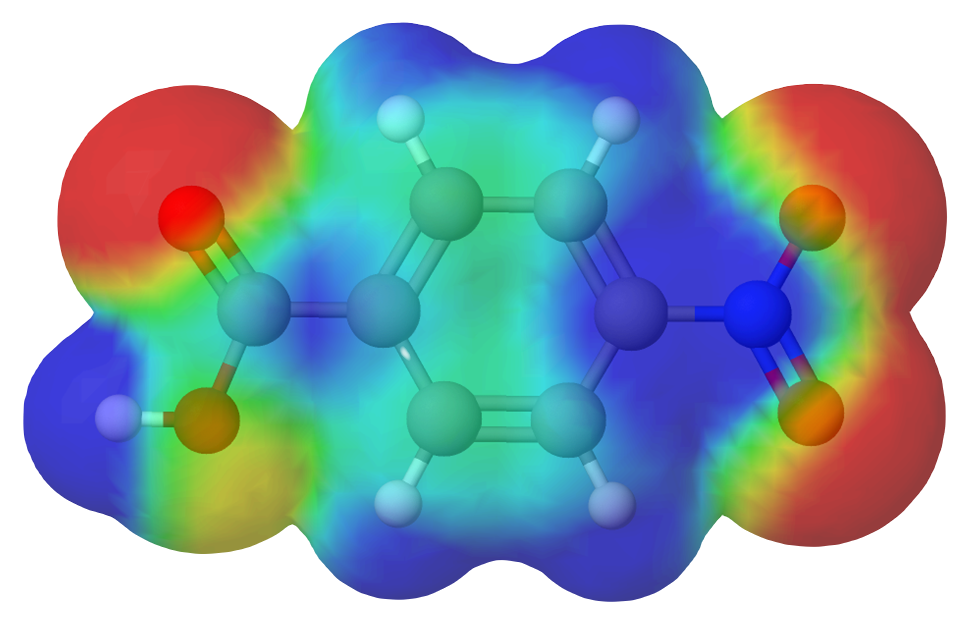
COSMO法により計算した4-ニトロ安息香酸の電荷密度分布

COSMO法(COSMOほう、COnductor-like Screening MOdelの略)とは、分子と溶媒の静電相互作用を決定するための計算法である。計算化学において溶媒効果をモデル化するためによく用いられる。
COSMO法は溶媒を誘電率εを持つ連続体として扱うため、連続体溶媒モデルの一種として分類される。他の連続体溶媒モデルと同様に、COSMO法では溶媒を分子キャビティーの外側から溶質を取り囲む誘電連続体として近似する。ほとんどの場合において、分子キャビティーはファンデルワールス半径のおよそ1.2倍の半径を持つ原子を中心とした球の組み合わせにより構成される。実際の計算においては、分子キャビティーの表面はセグメント（例：六角形・五角形・三角形）により近似される。
他の連続体溶媒モデルとは異なり、COSMO法では溶質の極性に起因する連続体の分極電荷をscaled-conductor近似により計算する。もし仮に溶媒が理想的な導体であるならば、キャビティー表面の電位差は0になるはずである。量子化学計算などから溶質分子の電荷分布が分かっている場合、表面セグメント上の電荷q*を決定することができる。 有限の誘電率を持つ溶媒に対しては、この電荷は次式の係数ƒ(ε)によってより小さくなるようにスケールされる。
{\displaystyle q=f(\varepsilon )q^{*}.}
係数ƒ(ε)は次式で近似される。
{\displaystyle f(\varepsilon )={\frac {\varepsilon -1}{\varepsilon +x}},}
ここでxの値は中性分子で0.5、イオンでは0.0になるように選ばれる。詳細は原著論文を参照のこと。
このようにして決定された溶媒の電荷qと既知である溶質分子の電荷分布から、溶媒と溶質分子間の相互作用エネルギーが計算できる。
COSMO法は電荷密度が計算可能な全ての理論化学的手法（例えば半経験的分子軌道法・ハートリー-フォック法・密度汎関数法など）において利用可能である。

## 異なるバージョンとその実装
COSMO法はADF、 GAMESS、GAUSSIAN、MOPAC、NWChem、TURBOMOLE、Q-Chemといった数多くの量子化学ソフトウェアに実装されている。分極連続体モデル(PCM)のCOSMO法版もまた開発されている。
実装により、分子キャビティーの構成方法、計算に用いられる半径の値、キャビティー表面を表現するセグメントの形状、スケーリング関数ƒ(ε)中のxの値などが異なることがある。

## 他手法との比較
電荷密度の多重極展開による手法の適用範囲が小分子や亜球形・楕円形の分子に制限されている一方で、COSMO法には大きな分子や不揃いな形をした分子にも適用できるというメリットがある。
誘電率について明確な境界条件を課す分極連続体モデル(PCM)とは対照的にCOSMO法では近似的なスケーリング関数f(ε)を用いる。スケーリング関数が近似であるにもかかわらず、COSMO法は関連する誤差を減少させ、いわゆるoutlying chargeをより正確に表現することができることが判明している。 COSMO法と積分方程式表式化PCM(IEFPCM)を比較したところ実験データのばらつきと比べて計算手法の違いに起因する計算値の違いは小さいことが明らかにされている。複数の連続体溶媒モデルの間の詳細な違いよりも、溶媒を連続体として扱っているがために無視される水素結合や再配向といった効果に起因する誤差の方が実験データの再現により大きな影響を及ぼす。